# 루나 (대한민국의 가수)
루나(본명: 박선영, 1993년 8월 12일 ~ )는 대한민국의 가수이자 뮤지컬 배우이다. 과거 걸 그룹 f(x)에서 메인 보컬, 리드 댄서를 맡았다.

## 학력
- 서울홍은초등학교 (졸업)
- 배화여자중학교 (졸업)
- 리라아트고등학교 실용음악과 (졸업)
- 중앙대학교 연극영화과 (재학)

## 생애
루나는 1993년 8월 12일 서울특별시 송파구 문정동에서 일란성 쌍둥이 중 동생으로 태어났다. 아버지는 지휘가, 어머니는 성악가 출신으로, 쌍둥이 언니는 성악을 전공하였으며, 오빠는 작곡을 전공한 뒤 래퍼로 활동하고 있다. 2006년 SBS 《진실게임》에 출연해 "웨이브 소녀"라는 별칭을 얻었으며, 이 방송을 본 SM 엔터테인먼트 관계자에게 캐스팅되어, 연습생 생활로 청소년시기 분가생활을 하기도 했다.

## 음반

### 개인 음반
- 2015년 싱글 《미소를 띄우며 나를 보낸 그 모습처럼 (Don't Cry For Me)》
- 2016년 EP 《Free Somebody》
- 2021년 싱글 "Madonna"

### 참여 음반
- 샤이니 《2009, Year Of Us》 - "Get Down" 피처링
- KBS 《천하무적 이평강》 O.S.T. - "어렵고도 쉬운" (With. 크리스탈)
- KBS 《공부의 신》 O.S.T. - "날개를 펴고" (With. 크리스탈, 엠버)
- KBS 《신데렐라 언니》 O.S.T. - "불러본다" (With. 크리스탈)
- KBS 《결혼해주세요》 O.S.T. - "아름다운 날"
- KBS 《프레지던트》 O.S.T. - "너를 사랑하고" (With. 예성 of 슈퍼주니어)
- MBC 《MBC 일밤 오늘을 즐겨라 록 프로젝트》 "Jump♡"
- SBS 《아름다운 그대에게》 O.S.T. - "나야 (It's Me)" (With. 써니)
- KBS 《청담동 앨리스》 O.S.T. - "괜찮아 (It`s Okay) "
- 영화 《크루즈 패밀리》 O.S.T. - "Shine Your Way" (With. 규현)
- MBC 《킬미힐미》 O.S.T. - "Healing Love" (With. 초이)
- KBS 《장사의 신 - 객주 2015》 O.S.T. - "그대만 살아서 (Only You)"
- 지코 《Break Up 2 Make Up》 - "사랑이었다" 피처링
- HONEY BEE (하니, 솔라와 함께)
- MBC 《도둑놈, 도둑님》 O.S.T. - "Where Are You"
- MBC 《왕은 사랑한다》 O.S.T. - "말해줄래요"
- OCN 《플레이어》 O.S.T. - "Bluffing"

## 출연 작품
- SBS 《진실게임》 304화 웨이브 소녀로 출연.[4]
- MBC 《일밤 오늘을 즐겨라 록 프로젝트》
- SBS 《놀라운 대회 스타킹》 고정 게스트
- 뮤지컬 《금발이 너무해》 - 엘 우즈 역
- TV조선 《고봉실 아줌마 구하기》 - 서인영 역
- MBC Music 《댄스 배틀 코리아》 - MC
- MBC 《미스터리 음악쇼 복면가왕》 - 제1,2대 복면가왕 황금락카 두통썼네, 고정 판정단
- 뮤지컬 《인더하이츠》 - 니나 역
- 영화 《번개맨》 - 한나 역
- MBC 《듀엣가요제》
- OnStyle 《겟잇뷰티 2016》
- EBS1 《EBS 다큐프라임 - 공부의 배신》 1부 명문대는 누가 가는가 - 내레이션
- TV조선 신청곡을 불러드립니다 - 사랑의 콜센타
- 뮤지컬 《레베카》
- 뮤지컬 《그날들》 - 그녀 역 (2020.11.13 ~ 2021.2.7 충무아트센터 대극장)

## 광고
| 연도          | 기업명            | 브랜드명                | 종류                  | 공동 출연      |
| ------------- | ----------------- | ----------------------- | --------------------- | -------------- |
| 2009년        | LG전자            | CYON 뉴 초콜릿 폰       | 핸드폰                | F(x)           |
| 2009년~2011년 | (주)화승          | 케이스위스(K-SWISS)     | 스포츠 브랜드         | F(x)           |
| 2010년        | 중국 LG전자       | CYON 롤리팝             | 핸드폰                | F(x), 샤이니   |
| 2010년        | 이베이 코리아     | 옥션(신상 뽐 춤)        | 인터넷 쇼핑몰         | F(x)           |
| 2010년        | 오뚜기            | 뿌셔뿌셔                | 스낵                  | F(x)           |
| 2010년        | 크라운 제과       | 크라운 베이커리         | 프랜차이즈 제과제빵점 | F(x)           |
| 2010년        | 중국 H2           | H2                      | 의류 브랜드           | F(x), 샤이니   |
| 2010년        | 한게임            | 액션 RPG게임 그랑에이지 | 온라인 게임           | F(x)           |
| 2010년~2011년 | (주)에리트 베이직 | 엘리트 학생복           | 학생복(교복)          | F(x), 인피니트 |
| 2010년~2012년 | (주)코리아 델로스 | 치킨매니아              | 치킨                  | F(x)           |
| 2011년        | LG전자            | LG전자 한류마케팅       | 가전제품              | F(x)           |
| 2012년        | 일본 by P&D       | by P&D                  | 의류 브랜드           | F(x)           |
| 2012년        | 이랜드그룹        | 스파오                  | 의류                  | F(x)           |
| 2013년        | (주)발렌타인      | 러브캣 Paris            | 가방, 악세사리        | F(x)           |
| 2013년        | (주)발렌타인      | 러브캣 비쥬             | 쥬얼리                | F(x)           |
| 2014년        | 중국 조이시티     | 프리스타일2             | 온라인 게임           | F(x)           |
| 2015년        | 베스킨라빈스      |                         |                       | F(x)           |

## 콘서트
- The Fragrance Of Luna (2019년)

## 수상
- 2010년 SBS 연예대상 '예능 뉴스타상' 《놀라운 대회 스타킹》
- 2018년 제12회 대구 국제 뮤지컬 페스티벌 '신인상'[5]

## 같이 보기
- 코리아타운 (맨해튼)